# Zwartbruine vlakjesmot
De zwartbruine vlakjesmot (Catoptria verellus) is een nachtvlinder uit de familie Crambidae, de grasmotten.
De spanwijdte is ongeveer 17 millimeter.